# Napaea merula
Napaea merula is een vlindersoort uit de familie van de prachtvlinders (Riodinidae), onderfamilie Riodininae.
Napaea merula werd in 1907 beschreven door Thieme.